# Paul Albert
Pour les articles homonymes, voir Albert.
Paul Albert, né à Thionville (Moselle) le 14 décembre 1827 et mort à Paris 4e le 21 juin 1880, est un universitaire français, historien de la littérature.

## Biographie
Agrégé de lettres (1851) et docteur des lettres (1858), il est professeur de littérature aux Facultés des lettres de Poitiers (1860-1866) et de Paris. De 1878 à 1880, il est titulaire de la chaire de langue et littérature françaises modernes au Collège de France. 
Il est enterré au cimetière du Père-Lachaise, dans la 11e division, à Paris, en compagnie de ses trois fils, Maurice Paul-Albert (1854-1907), professeur de littérature française, André Paul-Albert (1856-1920), lieutenant de vaisseau, Marc Paul-Albert (1863-1941), général, et de son petit-fils, René Paul-Albert (1911-1940), sous-lieutenant au 13e Régiment des Dragons.
En 1881, l’Académie française remet à sa veuve le prix Monbinne ainsi que le prix Bordin pour Variétés morales et littéraires.

## Récompenses et distinction

### Décorations
- Chevalier de la Légion d'honneur (7 octobre 1872)

### Hommages
- De nombreuses rues portent son nom : à Paris dans le quartier Montmartre, à Florange, à Mont-Saint-Aignan, à Thionville, à Blainville (Québec), etc.

## Publications
- Saint Jean Chrysostome considéré comme orateur populaire, thèse, 1858
- La Poésie. Leçons faites à la Sorbonne, pour l'enseignement secondaire des jeunes filles, 1868
- La Prose. Leçons faites à la Sorbonne, pour l'enseignement secondaire des jeunes filles, 1869
- Histoire de la littérature romaine, 2 vol., 1870-1871 Texte en ligne 1 2
- La Littérature française des origines à la fin du seizième siècle, 1872
- La Littérature française au dix-septième siècle, 1873
- La Littérature française au dix-huitième siècle, 1874
- La Prose. Études sur les chefs-d'œuvre des prosateurs de tous les temps et de tous les pays, 1874
- La Poésie. Études sur les chefs-d'œuvre des poètes de tous les temps et de tous les pays, 1874
- Œuvres choisies de D. Diderot, introduction de Paul Albert, Paris, Jouaust, Librairie des bibliophiles, 1877-1879, 6 vol. Rééd. 1892 et 1917
- Lettres de Jean-François Ducis, 1879 (lire en ligne)
- Variétés morales et littéraires, 1879
- Poètes et poésies, 1881
- La Littérature française au dix-neuvième siècle, 2 vol., 1882